# Nansen-Pass

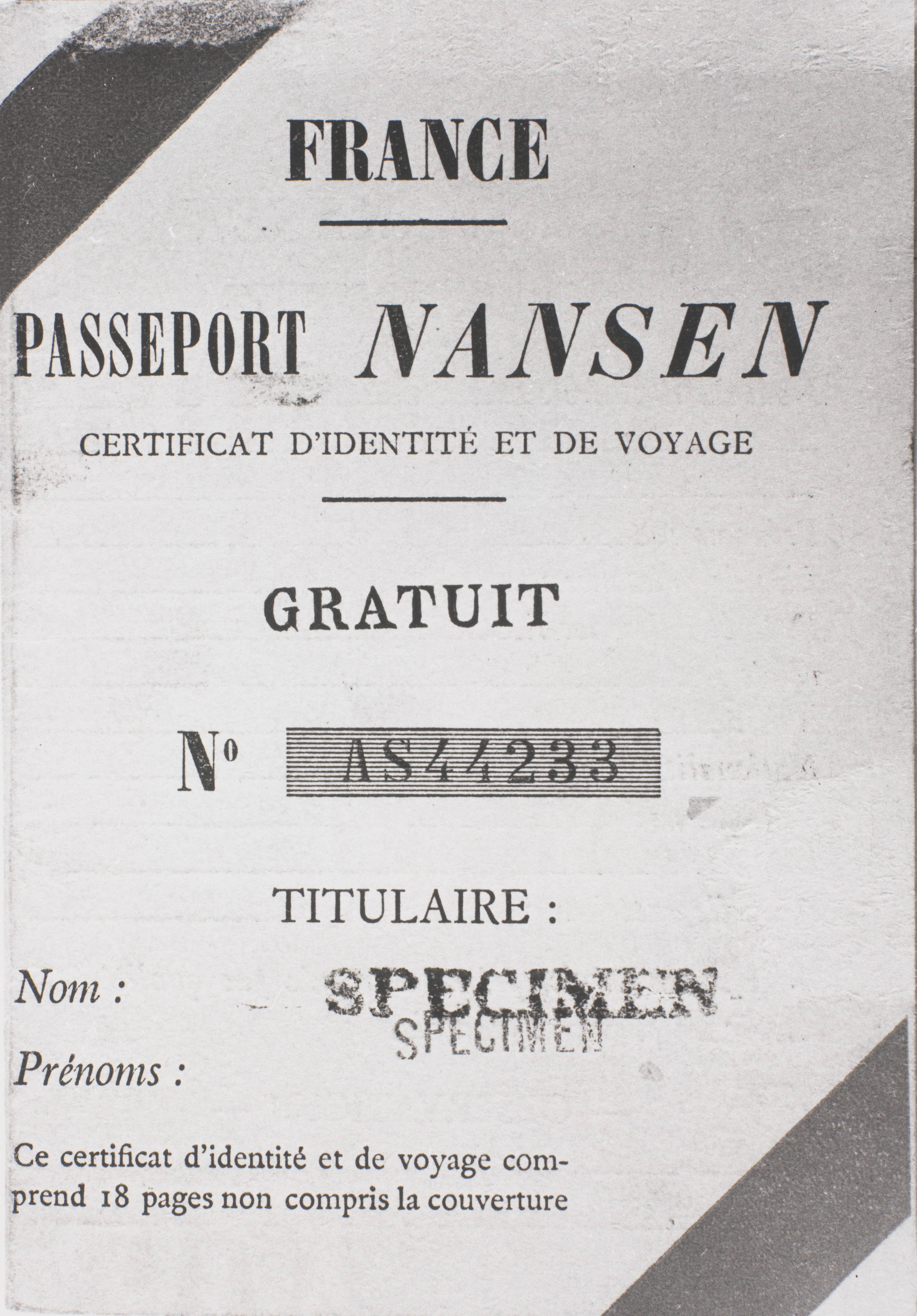
Nansen-Pass

Der Nansen-Pass (auch: Nansenausweis) war ein Reisepass für staatenlose Flüchtlinge und Emigranten. Er wurde 1922 nach dem Ersten Weltkrieg vom Hochkommissar des Völkerbundes für Flüchtlingsfragen Fridtjof Nansen für russische Flüchtlinge entworfen. Er wurde dafür und für seine Hilfsaktion in den Hungergebieten der Sowjetunion noch im selben Jahr mit dem Friedensnobelpreis ausgezeichnet. Der Nansen-Pass wurde am 5. Juli 1922 eingeführt und war zunächst von 31, später von 53 Staaten anerkannt.

## Einführung und weitere Entwicklung

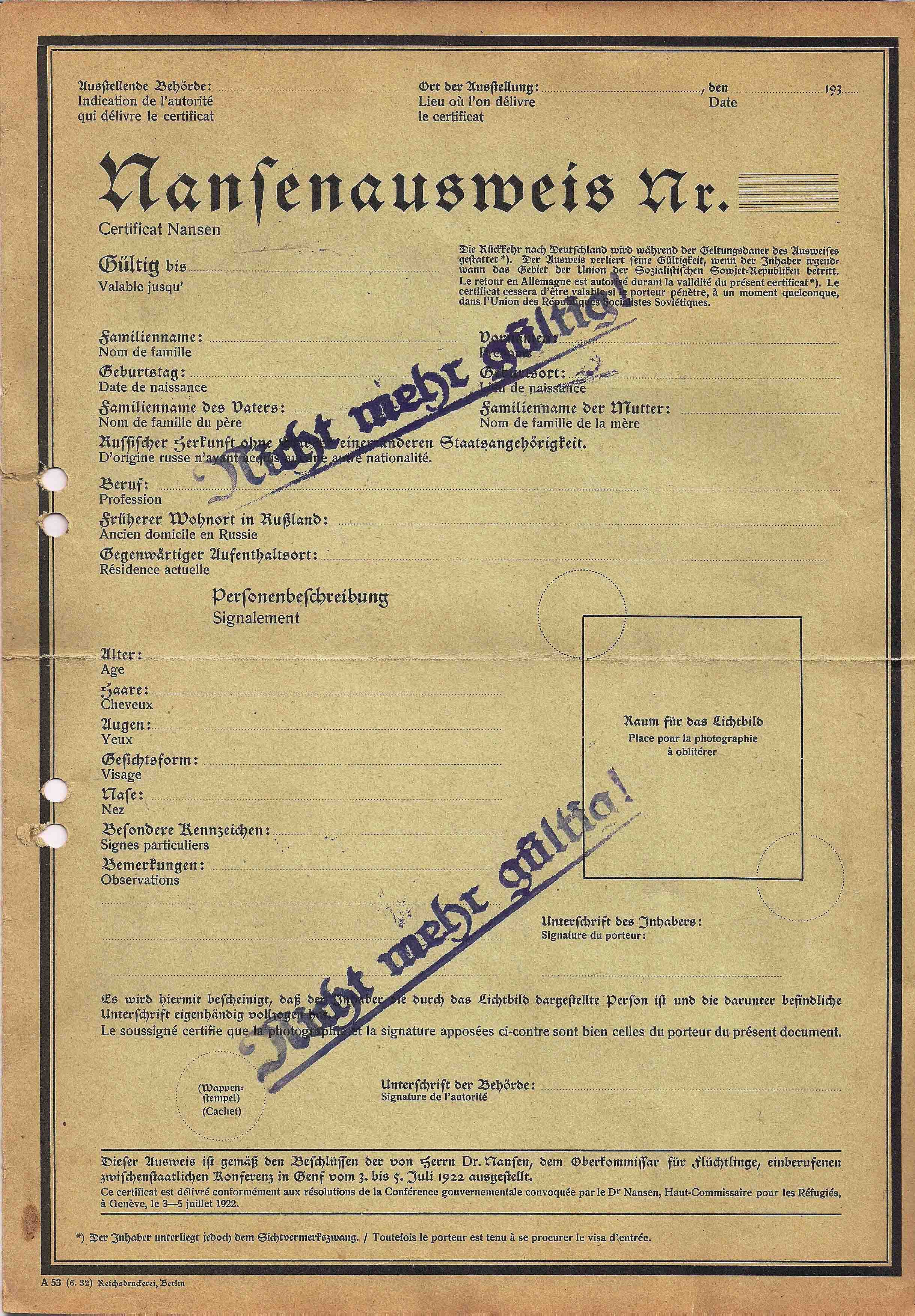
Entwerteter Blanko-Nansenausweis, 1932

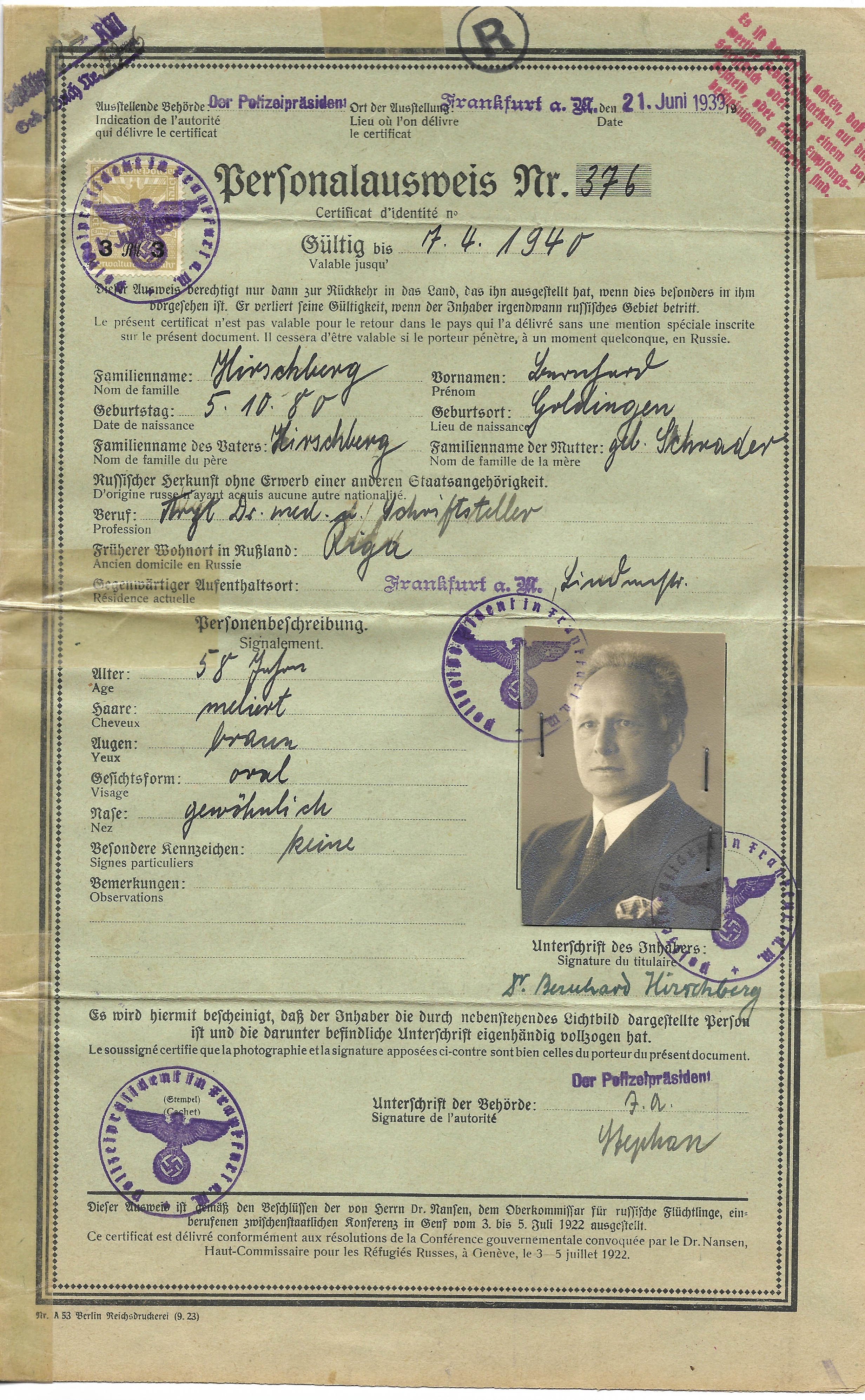
Nansen-Pass für nach Großbritannien flüchtenden, russisch-jüdischen Staatenlosen, NS-Deutschland, 1939

Der Nansen-Pass wurde nach dem Ersten Weltkrieg für staatenlose russische Flüchtlinge als Reisedokument eingeführt; den ersten Pass bekam allerdings der aus England ausgewiesene politische Publizist Oscar Levy. In der Folge wurde der Nansen-Pass auch auf armenische (1924), assyrische und türkische (1928) und Flüchtlinge aus dem Saarland (1935) ausgedehnt.
Der Nansen-Pass wurde 1946 durch das London Travel Document und den Reiseausweis für Flüchtlinge gemäß der Genfer Flüchtlingskonvention von 1951 ersetzt.

## Bedeutung
Der Nansen-Pass wurde von der Behörde des Staates ausgefüllt, in dem sich der Flüchtling aufhielt. Er war ein Jahr gültig und musste dann verlängert werden. Der Pass gestattete die Rückkehr in das Land, in dem der Pass ausgestellt wurde. Er war dem gewöhnlichen Pass eines souveränen Staates nicht gleichwertig.
Vladimir Nabokov schildert seine Erfahrungen mit dem Nansen-Pass als „einem höchst minderwertigen Dokument von kränklich grüner Farbe. Sein Inhaber war wenig mehr als ein auf Bewährung entlassener Verbrecher und hatte die größten Strapazen auf sich zu nehmen, wenn er etwa ins Ausland reisen wollte – je kleiner die Länder, desto mehr Umstände machten sie.“
Zu den bekanntesten Passinhabern gehörten Marc Chagall, Youri Messen-Jaschin,  Igor Strawinski, Aristoteles Onassis und Anna Pawlowa.